# Neveal Hackshaw
Neveal Hackshaw, né le 21 septembre 1995 à Arima, est un footballeur international trinidadien. Il joue au poste de milieu de terrain avec les Roots d'Oakland en USL Championship.

## Biographie

### En club
Le 19 mars 2016, Hackshaw et son compatriote Ataullah Guerra s'engagent avec le Battery de Charleston en USL.
Après avoir été laissé libre par l'Eleven d'Indy au terme de son contrat en novembre 2022, il rejoint les Roots d'Oakland, une autre franchise de USL Championship, le 23 février 2023.

### En équipe nationale
Il participe avec les moins de 20 ans au championnat de la CONCACAF des moins de 20 ans en 2015. La compétition se déroule en Jamaïque.
Il reçoit sa première sélection avec l'équipe de Trinité-et-Tobago le 27 mars 2015, en amical contre le Panama (défaite 0-1).